# Тип 03 Чусам
Тип 03 (яп. 03式中距離地対空誘導弾 мару сан сики тю:кёри титаику: ю:до:дан, «ракета „земля-воздух“ средней дальности типа 03») — японский зенитно-ракетный комплекс с зенитными ракетами средней дальности, разработанный фирмой Мицубиси Электрик и принятый на вооружение Сухопутных сил самообороны Японии в 2005 году. Комплекс сокр. обозначают, как SAM-4, а в русскоязычных источниках — «Чусам», как транслитерация от распространённого Chu-SAM (яп. 中SAM Тю: Саму, от иероглифа 中 - средний и англоязычной аббревиатуры SAM (англ. Surface-to-Air Missile — ракета «поверхность-воздух»)). Предполагается, что до 2015 года, Чусам заменит в Сухопутных силах самообороны Японии комплекс «Усовершенствованный Хок» (I-Hawk).
ЗРК Тип 03 предназначен для поражения широкой номенклатуры воздушных целей, на дальностях до 50 и высотах до 10 км, в том числе оперативно-тактических и тактических баллистических ракет, а также низколетящих крылатых ракет. Предполагается возможность применения ЗРК в условиях массированного налета, в сложной помеховой и погодной обстановке.

## История
НИОКР по компонентам для нового зенитно-ракетного комплекса средней дальности были начаты в 1990 году Техническим проектно-конструкторским институтом японского управления национальной обороны совместно с «Mitsubishi Electric Corporation» (MELCO). Планировалось, что новый ЗРК заменит в Сухопутных силах самообороны Японии комплекс MIM-23B Hawk (I-Hawk) стоявший на вооружении восьми зенитно-ракетных групп.
Финансирование этапов апробирования и оценки решений по комплексу «Чусам» осуществлялось в 1989—1991 финансовых годах, а стадия инженерно-технической разработки проекта должна была начаться в 1993 финансовом году. Однако, реализация проекта была отложена, по крайней мере на один год, так как потребовалось подтверждение со стороны TRDI о достаточности технологической базы японских предприятий для завершения проекта без какой-либо внешней помощи.
Программа разработки ЗРК общей стоимостью около 10,7 млрд долларов предполагала выполнение проектных работ в период с 1994 по 1997 финансовый год, завершение войсковых испытаний (опытной эксплуатации) в 1999 году, выпуск установочной серии в 2000—2001 годах и начальное развертывание ЗРК в 2002 году. Но, из-за изменения требований к комплексу и финансовых ограничений японского оборонного бюджета, сроки выполнения работ определённые первоначальным планом-графиком поползли вправо. Сейчас считается, что сдвиг вправо сроков реализации основных этапов проекта составил от двух до трёх лет. В декабре 2000 года было установлено, что первые стрельбовые испытания ЗРК «Тип 03» будут проведены в течение 2001-го японского финансового года на ракетном полигоне Уайт Сендз (англ. White Sands Missile Range) (США, Нью-Мексико). Всего, с полигона «Белые Пески» было проведено шесть испытательных пусков ЗУР «Чусам».
Финансирование поставок ЗРК предполагалось начать в 2003 финансовом году со сроком первой поставки в войска на один — два года позднее.
ЗРК Chu-SAM (Тип 03) был принят на вооружение японских сил самообороны в 2005 году.
В ноябре 2006 года на территории Форта Блисс (англ. Fort Bliss) в Эль-Пасо (Техас) проводилось обучение личного состава японских подразделений на новый комплекс с проведением боевых стрельб.

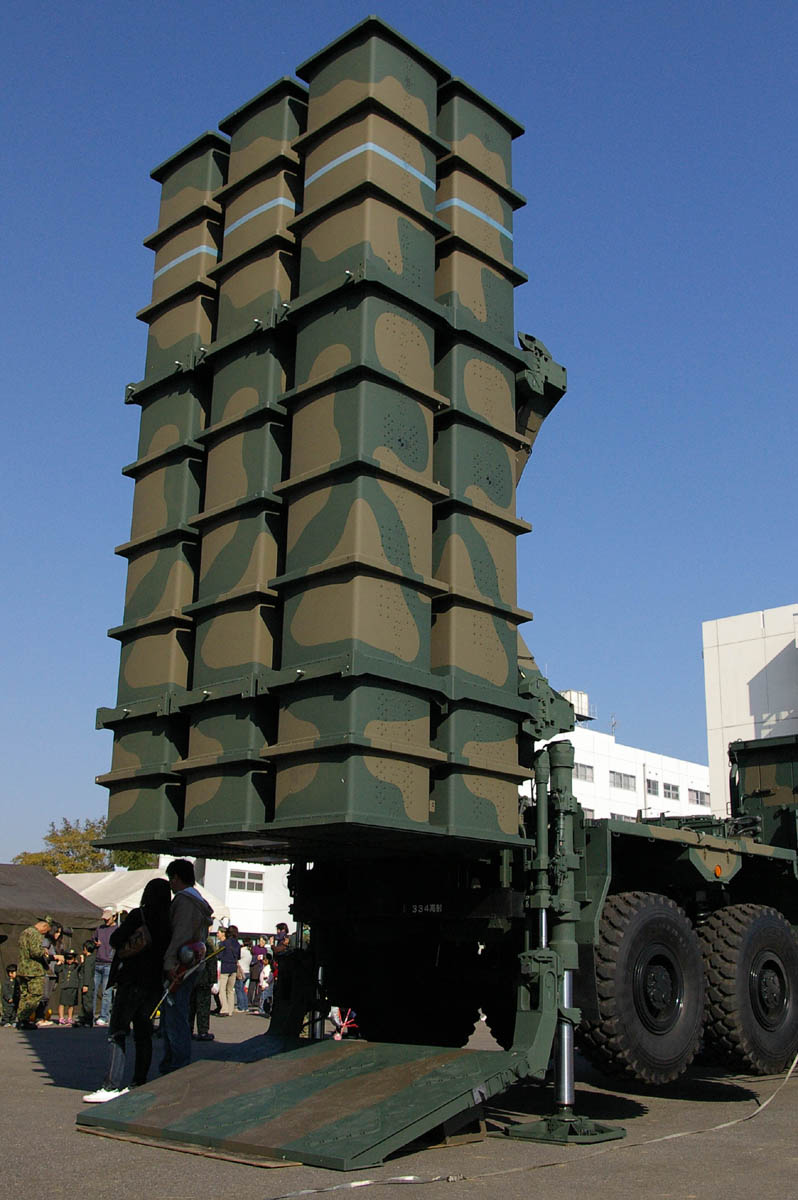
Стартовая позиция самоходной УВП
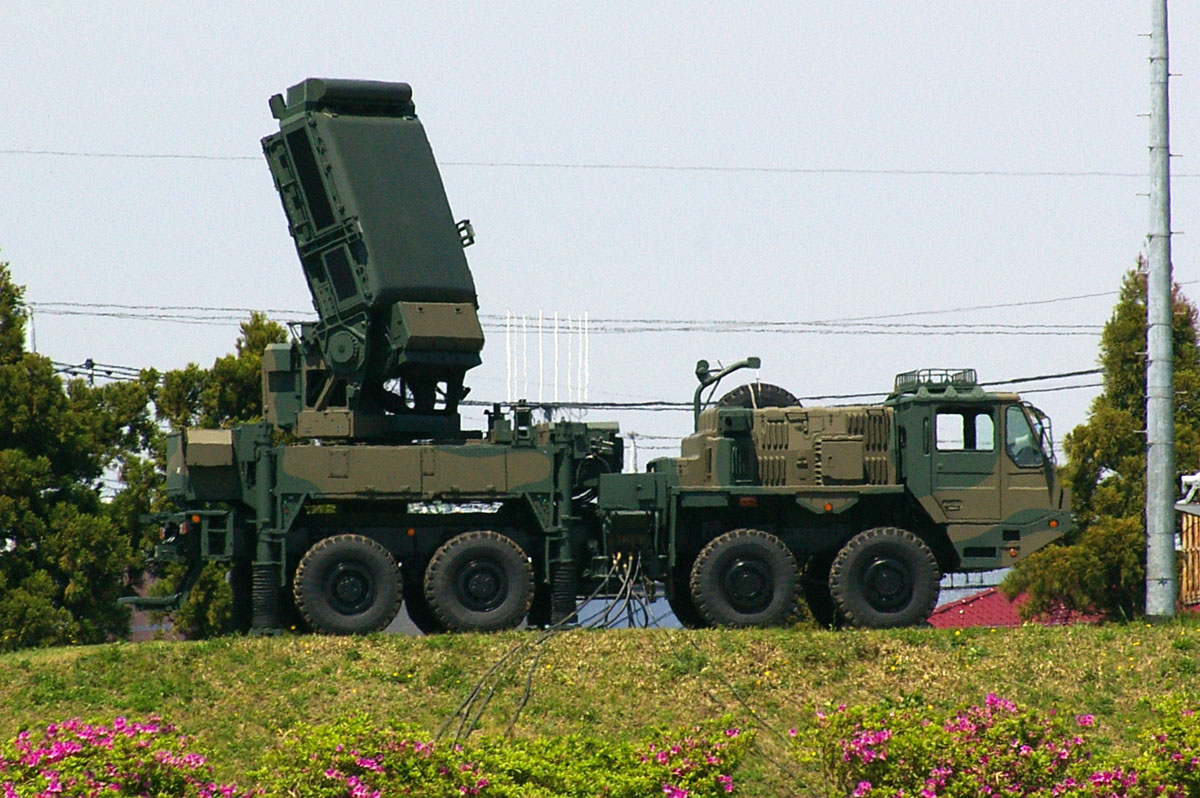
Многофункциональная РЛС к
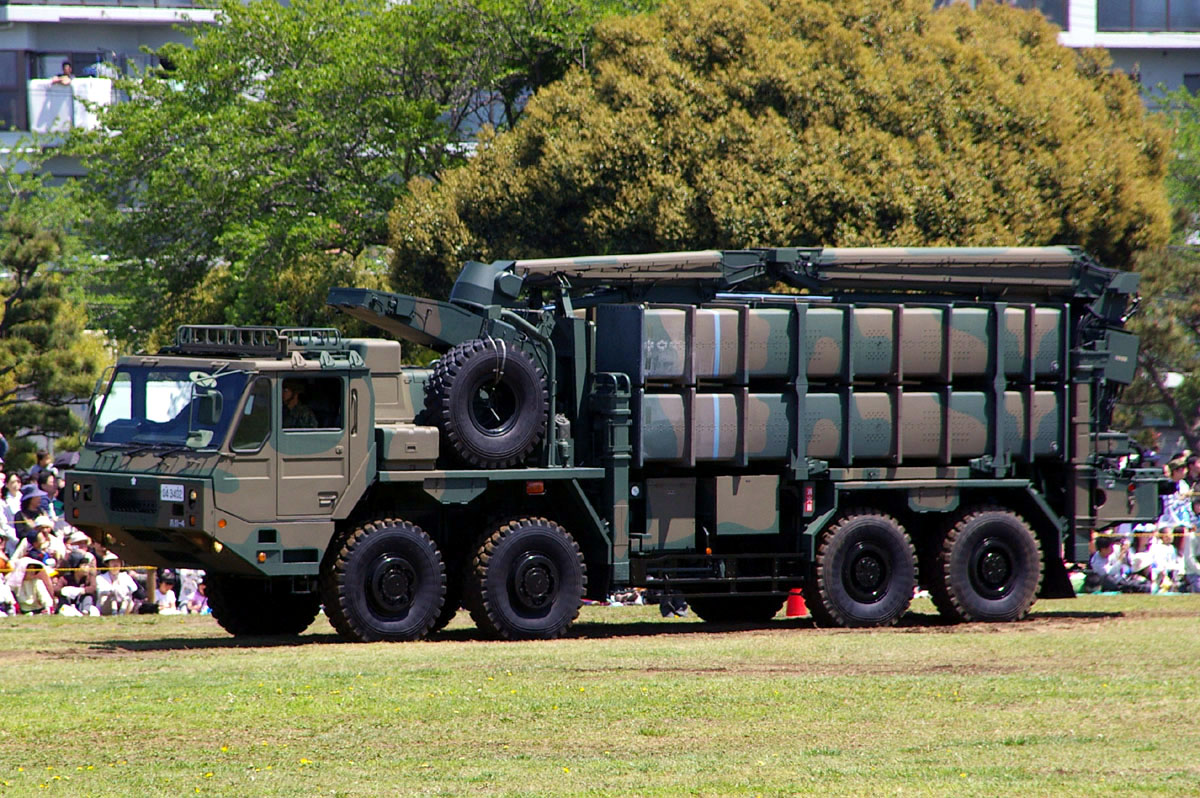
Транспортно-заряжающая машина
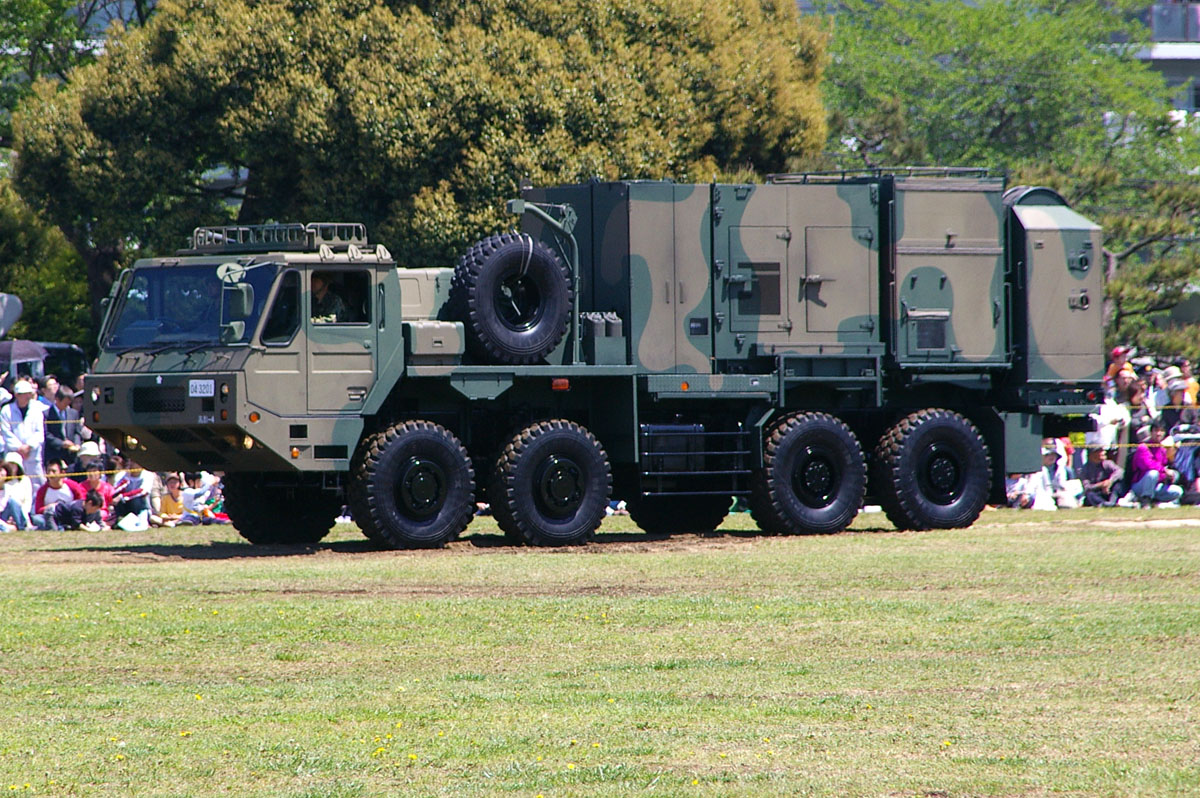
Пост управления РЛС

## Тактико-технические характеристики
- Длина: 4900 мм
- Диаметр корпуса: 320 мм
- Стартовая масса: 570 кг
- Масса БЧ: ~73 кг
- Дальность поражаемых целей: до 50 км
- Высота поражаемых целей: до 10 км
- Система наведения: комбинированная — ИНС + радиокомандная линия + АРЛГСН
- Скорость полёта: 2,5 М

## Закупки и развёртывание
По состоянию на 2010 год на вооружении Сухопутных сил самообороны Японии имелось 10 дивизионов оснащённых ЗРК «Тип 03».

### Закупки
| Год   | Количество        |
| ----- | ----------------- |
| 2003  | 0,5               |
| 2004  | 0,25              |
| 2005  | 2 дивизиона       |
| 2006  | 1 дивизион        |
| 2007  | 1 дивизион        |
| 2008  | 1 дивизион        |
| 2009  | 2 дивизиона       |
| 2010  | 1 дивизион        |
| 2011  | 1 дивизион        |
| Итого | 0,75+9 дивизионов |